# 대동공보
《대동공보》(大東共報)는 1908년부터 1910년까지 러시아 제국 블라디보스토크에서 발행된 한글 신문으로, 일요일과 수요일에 발간했다.

## 역사
한국국민회(韓國國民會)의 기관지로 창간되었으며, 사장에 차석보(車錫甫), 편집인에 유진율(兪鎭律), 주필에 윤필봉(尹弼鳳)이 맡았다.
1909년에 안중근이 이토 히로부미를 암살할 당시 이곳에서 모의가 극비리에 이루어졌으며, 안중근이 직접 기사를 기고하는 등 블라디보스토크 내에서 독립심을 고취시키며 독립운동의 구심점 역할을 했다.
그러나, 일제에 의해 1910년 9월 10일 러시아 총독의 명령 따라 폐간되었다.